# 铋化钕
铋化钕是钕和铋的二元无机化合物，化学式为NdBi。它会结晶。

## 制备
以适当化学计量比称取的钕和铋在1900°C反应，可制备铋化钕：
Nd + Bi → NdBi

## 物理性质
铋化钕会形成立方晶体，空间群为Fm3m，晶胞参数为a = 0.64222 nm，Z = 4，结构与氯化钠的相似。这个化合物会在1900°C下熔化。在24 K下，铋化钕里会发生反铁磁性相变。